# Heinrichsruh
Heinrichsruh là một đô thị trong huyện Vorpommern-Greifswald (trước thuộc huyện Uecker-Randow), bang Mecklenburg-Vorpommern, Đức. Đô thị này có diện tích 16,96 km², dân số thời điểm ngày 31 tháng 12 năm 2006 là 289 người.